# Elf Choralvorspiele
Elf Choralvorspiele op. posth. 122 sind eine Komposition für Orgel von Johannes Brahms (1833–1897). Die Stücke sind sein letztes Werk, wurden im Frühjahr 1896 komponiert und erst nach seinem Tod veröffentlicht.

## Melodievorlagen
Brahms verwendete neun verschiedene protestantische Kirchenlieder, von denen er zwei je zweimal bearbeitete, als Vorlage für seine Choralvorspiele. Die Auswahl und Anordnung der Lieder zeigt keine erkennbare Ordnung z. B. nach dem Kirchenjahr, aber es überwiegen deutlich Lieder zu den Themen Tod und Ewigkeit, denen sechs und damit die Mehrzahl der elf Stücke gewidmet sind.
Die Lieder sind:
1. Mein Jesu, der du mich zum Lustspiel ewiglich
2. Herzliebster Jesu, was hast du verbrochen
3. O Welt, ich muß dich lassen
4. Herzlich tut mich erfreuen
5. Schmücke dich, o liebe Seele
6. O wie selig seid ihr doch, ihr Frommen
7. O Gott, du frommer Gott
8. Es ist ein Ros’ entsprungen
9. Herzlich tut mich verlangen
10. Herzlich tut mich verlangen
11. O Welt, ich muß dich lassen

## Entstehung
Nach Eintragungen im Autograph und Angabe von Brahms’ Vertrautem Eusebius Mandyczewski wurden die Choralvorspiele im Mai und Juni 1896 in Ischl komponiert. Es ist jedoch nicht auszuschließen, dass einzelne Stücke schon weit früher entstanden waren und von Brahms lediglich noch revidiert wurden. Brahms plante selbst die Veröffentlichung der ersten sieben Stücke und stellte dazu vor der Übergabe an seinen Kopisten noch einmal deren Reihenfolge um. Es wird vermutet, ist aber nicht belegt, dass die Nummern 8–11 eventuell als Grundstock einer weiteren Siebenergruppe vorgesehen waren. Alle elf Stücke erschienen erst nach Brahms’ Tod im Jahr 1902 in zwei Heften, aufgeteilt in die Nummern 1–4 und 5–11, im Verlag von Brahms’ Nachlassverwalter Fritz Simrock.

## Stilistik und Satztechnik
Die Form der Stücke lehnt sich an barocke Choralvorspiele im polyphonen Satzbild an. In der Regel wird die Melodie traditionell als Cantus firmus in ruhigen Notenwerten vollständig durchgeführt, dazu treten Begleitstimmen, die sich gegenseitig und teilweise auch den Cantus firmus (vor-)imitieren. Eine Ausnahme ist „Es ist ein Ros entsprungen“: hier ist die Melodie mit vielen Nebennoten figuriert und beim Hören kaum zu erkennen.
Viele Eigenheiten der Choralvorspiele deuten auf Johann Sebastian Bachs Orgelbüchlein als Vorbild. Dazu gehört neben dem ähnlichen Umfang der Stücke besonders das Gestalten der Begleitstimmen aus Motiven des Cantus firmus und deren motivische Dichte. Einzelne Stücke weisen konkrete Ähnlichkeiten mit bestimmten Orgelbüchlein-Chorälen auf, besonders deutlich nimmt Nr. 3 („O Welt, ich muss dich lassen“, 1. Bearbeitung) Bezug auf Bachs „O Lamm Gottes unschuldig“ BWV 618, in derselben Tonart und mit gleichartigen Seufzermotiven gestaltet.
Neben den historisierenden Stilmerkmalen finden sich jedoch auch deutliche Elemente von Brahms eigener Tonsprache, z. B. in der Harmonik, in den häufigen Taktverschleierungen durch Synkopen und Hemiolen und in der Zersplitterung von Motiven. In mehreren Stücken wird die satztechnische Einheitlichkeit, die für barocke Choralbearbeitungen typisch wäre, aufgebrochen zugunsten einer besonderen Ausgestaltung und Ausdeutung bestimmter Choralzeilen.

## Deutungen
Da die Mehrzahl der Lieder sich inhaltlich mit dem Tod befasst, wird die Komposition als Auseinandersetzung mit der Lebenssituation gesehen, in der Brahms sich befand: Er hatte in den Jahren zuvor seine Schwester sowie mehrere seiner Freunde und Weggefährten verloren, und bei ihm selbst begannen sich Symptome der Krankheit zu zeigen, an der er ein knappes Jahr nach der Komposition sterben sollte.
Von besonderer Bedeutung war in diesem Zusammenhang der Tod von Clara Schumann am 20. Mai 1896. Allgemein wird die Orgelmusik von Brahms als sublimierter Ausdruck seiner Zuneigung zu Clara Schumann aufgefasst. Die frühen, unveröffentlichten Präludien und Fugen für Orgel waren in den 1850er Jahren entstanden, nachdem er das Ehepaar Schumann kennengelernt und sich mit ihnen befreundet hatte. Brahms wusste von Clara Schumanns Liebe zur Orgel, beide berichteten sich in ihrem Briefwechsel von ihrem Wunsch und ihren Versuchen, das Orgelspiel zu lernen. Danach komponierte Brahms erst nach einer jahrzehntelangen Pause wieder für das Instrument: Die Elf Choralvorspiele entstanden unmittelbar nach Clara Schumanns Tod und wahrscheinlich unter dem Eindruck dieser Todesnachricht.
Zusammen mit den kurz vorher entstandenen Vier Ernsten Gesängen op. 121 sind die Elf Choralvorspiele Brahms’ letzte Werke. Dass der skeptische und liberale Protestant Brahms, der manchen als „ungläubig“ galt, sich kurz vor seinem Tod biblischen Texten und überlieferten geistlichen Liedern zuwandte, ist als Relativierung seiner Distanz zum christlichen Glauben aufgefasst worden.
Während fast alle Choralvorspiele allgemein bekannte und verbreitete Melodien verwenden, wählte Brahms für das erste Vorspiel ein kaum bekanntes Lied. Er scheint es mit Bedacht an die erste Stelle gesetzt zu haben, auch bei der Neuordnung der Reihenfolge behielt es diesen Platz. Die vier ersten Töne der Melodie stimmen überein mit dem Beginn des Hauptthemas von Brahms’ 4. Sinfonie. Dieses Choralvorspiel ist aufgrund des Textes seiner 1. und 7. Strophe als „Motto für ein Komponistenleben“ gedeutet worden.

## Bearbeitungen
Mehrere Male wurden die Stücke für andere Instrumente transkribiert. 1902 erschienen im Verlag N. Simrock neben der Originalfassung auch Eusebius Mandyczewskis Bearbeitung für Klavier vierhändig und weitere Fassungen für Klavier solo und für Harmonium.
Ferruccio Busoni bearbeitete die Choralvorspiele Nr. 4, 5, 8–11 für Klavier solo.

## Weblink
- Noten (Original und mehrere Transkriptionen) und Audiodateien im International Music Score Library Project